# Sheffield United Football Club
Lo Sheffield United Football Club, meglio noto come Sheffield United, è una società calcistica inglese con sede nella città di Sheffield, nel South Yorkshire. Dal 2024 milita in Football League Championship, la seconda divisione inglese.
I calciatori della squadra sono soprannominati The Blades (le lame), epiteto che trae origine dallo stemma del club, che dal 1977-1978 ha sostituito il gonfalone della città, sulle maglie dal 1966. La divisa ufficiale è a strisce verticali bianche e rosse. La squadra disputa le proprie partite casalinghe a Bramall Lane.
Lo Sheffield United ha vinto un campionato inglese nel 1898 e quattro Coppe d'Inghilterra nel 1899, 1902, 1915 e 1925. Nel 1901 e nel 1936 fu finalista perdente della FA Cup. Il miglior risultato raggiunto nella Coppa di Lega inglese è la semifinale nel 2003.

## Storia
La società fu fondata a Sheffield il 22 marzo 1889 con il nome di Sheffield United Cricket Club, dicitura che riuniva le squadre di cricket (attiva già dal 1854) e di calcio. Quest'ultima nacque sei giorni dopo la disputa della semifinale di FA Cup tra Preston N.E. e West Bromwich, giocata allo stadio Bramall Lane di Sheffield di fronte a 22.688 spettatori. La prima partita dello Sheffield United fu contro i Notts Rangers, squadra del campionato delle contee delle Midland: il 7 settembre 1889 i biancorossi furono sconfitti per 4-1 allo stadio Meadow Lane. La prima partita al Bramall Lane fu disputata solo il 28 settembre di quell'anno contro il Birmingham St George della Football Alliance e anch'essa terminò con una pesante sconfitta (4-0).
La prima stagione dello Sheffield United fu caratterizzata soltanto da partite amichevoli e match di coppe locali, ma un grande risultato per la squadra fu il raggiungimento al primo tentativo del secondo turno della FA Cup battendo in casa una formazione di Football League, il Burnley, col punteggio di 2-1. Tuttavia, nella partita successiva di coppa che li vedeva contrapposti al Bolton, subirono una sconfitta record per 13-0 che fece decidere alla dirigenza che sarebbe servita una partecipazione regolare a un campionato. Fu così che lo Sheffield si affiliò alla Midland Counties League nella stagione 1890-91, finendo in terza posizione. Alla fine dell'anno i dirigenti fecero richiesta di entrare nella Prima Divisione Inglese, la Football League First Division, che si stava per allargare da 14 a 16 squadre; tuttavia tale richiesta raccolse solo 5 voti e non fu accolta, così lo Sheffield venne piuttosto ammesso come uno dei dodici membri fondatori della Second Division.

### Gli anni di gloria

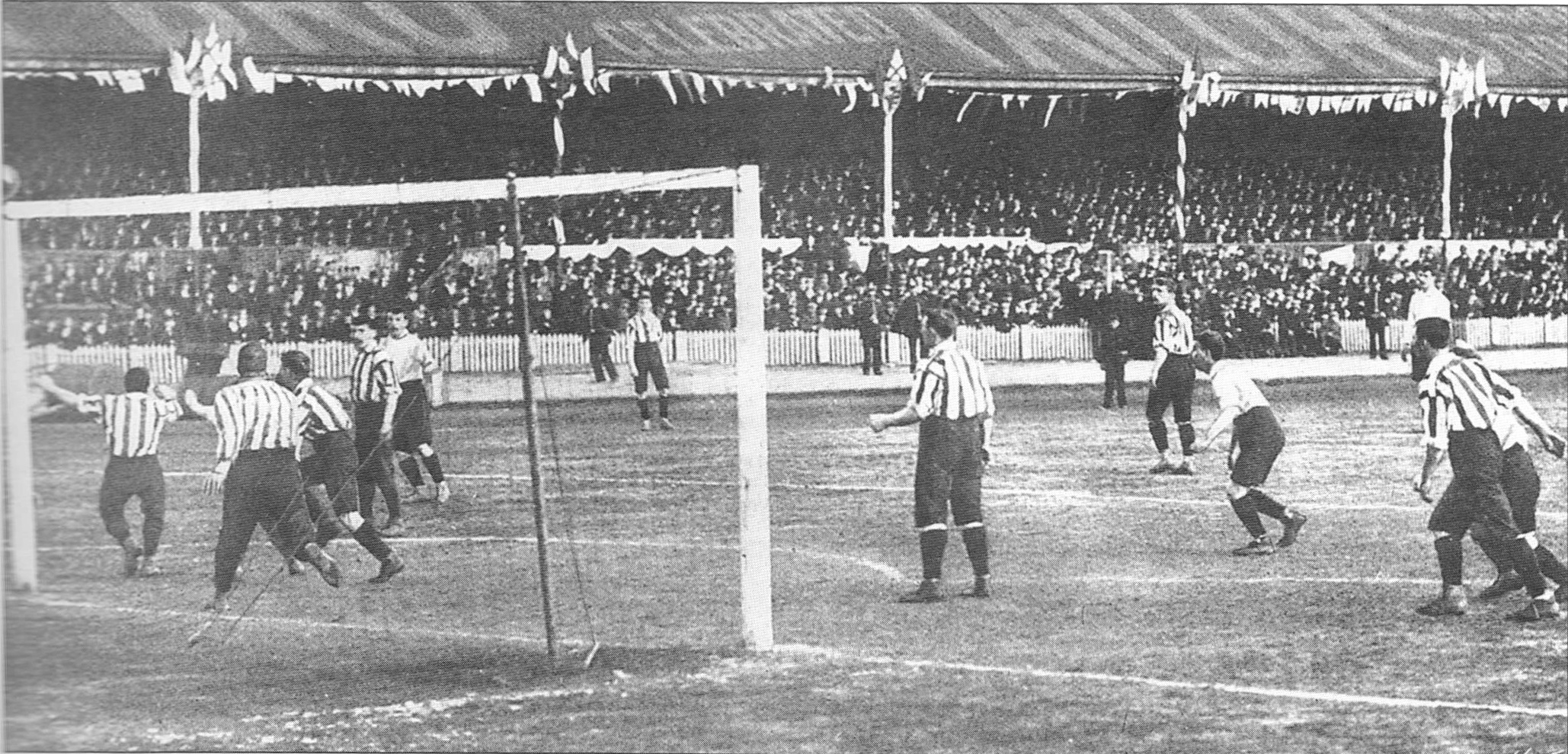
Il terzo gol del contro lo Sheffield United nella finale della FA Cup 1900-1901.

Lo United si assicurò la promozione in First Division nella stagione 1892-93, dopo aver concluso al secondo posto dietro allo Small Heath e battendo l'Accrington per 1-0. I Blades disputarono nel 1898 una stagione straordinaria vincendo il campionato, restando imbattuti e in testa alla classifica per 37 partite (un record tuttora per una squadra neopromossa); questo risultato portò lo United a giocare e vincere una partita non ufficiale, il "Champions of Great Britain", contro gli scozzesi del Celtic, vincitori in quell'anno del campionato scozzese. Nelle due stagioni seguenti la squadra si piazzò al secondo posto.
Lo Sheffield vinse la sua prima FA Cup il 15 aprile 1899, battendo il Derby County per 4-1 sul campo del Crystal Palace. Nell'aprile di due anni dopo, sempre a Londra, disputarono un'altra finale contro il Tottenham che, pur non essendo una squadra affiliata ad un campionato, portò lo United alla ripetizione della partita strappando un 2-2 sul campo. La settimana seguente, al Burnden Park di Bolton, i londinesi vinsero per 3-1.
I Blades tornarono al Crystal Palace l'anno seguente il 19 aprile, e furono ancora portati a una ripetizione, questa volta contro il Southampton dopo un 1-1, ma stavolta riuscirono a vincere la coppa per 2-1.
La successiva partecipazione a una finale arrivò il 24 aprile del 1915 all'Old Trafford di Manchester, quando arrivò la vittoria per 3-0 contro il Chelsea nella finale della "Khaki Cup". Questa fu l'ultima partita che si disputò prima della sospensione di Football League e FA Cup a causa della prima guerra mondiale.
La quarta e ultima vittoria in un torneo coincise con il debutto di una partita di finale a Wembley, battendo per 1-0 il Cardiff City il 25 aprile 1925. L'ultima apparizione in una finale invece arrivò il 25 aprile 1936, e fu una sconfitta per 1-0 da parte dell'Arsenal.

### Crisi e retrocessione
Dopo diverse stagioni concluse con salvezze evitate sul filo del rasoio, come nel 1919-20 che terminò con appena sei vittorie per i biancorossi e nel 1929-1930, quando una vittoria per 5-1 all'Old Trafford di Manchester all'ultima giornata consentì ai blades di evitare la retrocessione in extremis, lo Sheffield United concluse la stagione 1933-34 all'ultimo posto, subendo per la prima volta l'onta della retrocessione. Un fattore decisivo a posteriori per tale retrocessione fu la scelta di vendere la punta irlandese Jimmy Dunne, autore di ben 140 reti in sei stagioni a Sheffield, all'Arsenal all'inizio della stagione. Le performance da cannoniere consumato di Dunne compresero oltre 30 reti a stagione per tre annate consecutive dal 1930-31 al 1932-33, record poi battuto da Alan Shearer nel periodo 1993-1996. In particolare, la stagione 1930-31 vide Dunne segnare ben 41 marcature; questo record persiste tuttora a livello di club per lo Sheffield United.
Durante questi anni, lo Sheffield United eguagliò il suo record di vittoria più larga con un 10-0 casalingo al Burnley nel gennaio 1930, e fu anche in grado di battere il Cardiff City per 11-2 nel 1926. La sconfitta più larga, 3-10 in casa del Middlesbrough, avvenne proprio nella stagione della retrocessione.
Successivamente lo Sheffield mancò di poco la promozione nel 1936 e nel 1938, chiudendo in entrambi i casi al terzo posto, ma nel 1939 la promozione fu raggiunta a scapito dei cugini dello Sheffield Wednesday, dopo aver battuto 6-1 il Tottenham all'ultima giornata. La stagione 1939-1940, che avrebbe dovuto vedere il ritorno dello Sheffield United nella massima divisione, fu poi interrotta per via della seconda guerra mondiale.

### Il secondo dopoguerra
Il campionato ripartì un anno dopo la fine della guerra, quando le Blades vinsero la Lega del Nord (una competizione a livello regionale alla quale partecipavano i club di città inglesi della prima e della seconda serie) al termine della stagione 1945-46. L'anno seguente la squadra conquistò un sesto posto nella massima categoria, e arrivò ai quarti di finale della F.A. Cup.
Nella stagione 1948-1949 la squadra retrocesse, mentre l'anno successivo mancò la promozione a causa della differenza reti che aveva premiato i cugini dello Sheffield Wednesday che pareggiarono per 0-0 contro il Tottenham Hotspur, unico risultato utile per la promozione della squadra (se avesse anche solo pareggiato con goal, la squadra avrebbe infatti concluso il campionato dietro ai blades). Dopo alcune stagioni intermedie caratterizzate da molti goal segnati (come le vittorie per 7-3 e 3-1 nel derby con il Wednesday nella stagione 1951-52), ma da risultati poco soddisfacenti, Teddy Davison concluse la sua carriera di allenatore e fu sostituito da Reg Freeman, che guidò la squadra verso la promozione che alla fine conterà 97 goal segnati. Dopo due stagioni in First Division, nel 1955, Freeman morì e fu sostituito da Joe Mercer che non riuscì ad evitare la retrocessione avvenuta alla fine del campionato 1955-56.

### Seconda rinascita
Mercer abbandonò il club nel 1958 per essere assunto all'Aston Villa (che retrocederà proprio alla fine del campionato successivo). Fu sostituito dall'ex capitano del Chelsea John Harris, che ereditò una squadra con buone individualità come Joe Shaw, difensore che conterà in tutto 600 presenze nella sua carriera con lo Sheffield United, e Alan Hodgkinson, giovane portiere che verrà convocato anche nella nazionale (sarà il più giovane portiere mai convocato in nazionale), Ron Simpson ed il difensore Graham Shaw. Nelle stagioni seguenti la squadra resterà in lotta per la promozione e raggiungerà i quarti di finale della F.A. Cup nel 1959 e nel 1960. La promozione sarà ottenuta nel 1961 dopo una rimonta sull'Ipswich Town. Nella stessa stagione la squadra raggiunse le semifinali della F.A. Cup ma fu sconfitta dal Leicester City per 2-0 nella seconda ripetizione della gara dopo altri due incontri conclusisi a reti inviolate.

### Seconda retrocessione
Sfortunatamente lo spostamento dello stadio coincise con l'inizio della caduta della squadra, nonostante i blades abbiano concluso il campionato in sesta posizione. Il fallimento della qualificazione in Coppa UEFA per un punto (la squadra non riuscì a battere all'ultima giornata il Birmingham City in trasferta) fu infatti seguito dalla retrocessione in seconda serie nel 1976.
La retrocessione si tradusse in un disastro finanziario e la diminuzione della vendita degli abbonamenti limitò ancora di più l'entrata di fondi per la squadra. Le banche che sovvenzionavano la squadra furono molto rluttanti nel concedere altri prestiti alla squadra sulla quale gravavano molti debiti.
Jimmy Sirrel lasciò la squadra il 27 settembre 1977 quando si trovava in fondo alla classifica della seconda serie, e fu sostituito da Cec Coldell che aveva precedentemente preso le redini ella squadra. I risultati migliorarono, ma mancavano comunque dei fondi per l'acquisto sia di nuovi giocatori, sia di riserve da promuovere per la prima squadra.
Un cattivo andamento del campionato porta all'assunzione dell'allenatore Harry Haslam che aveva allenato per nove anni il Luton Town che si trovava in condizioni simili. Haslam fu coadiuvato da Danny Bergara, vice allenatore uruguayano.
Haslam si trovò con una squadra nella quale militavano nuovi giocatori, come Alex Sabella, ma dalla quale erano partiti Keith Edwards, Imre Varadi e Simon Stainrod, che erano stati ceduti. Anche Alan Woodward partì per gli Stati Uniti così come Bruce Rioch. Quest'ultimo tornò alla squadra come prestito, facendone migliorare i risultati.

### Il declino della squadra (1978-1988)
Alla fine della stagione 1978-79 lo Sheffield United retrocesse nella terza serie. La squadra incominciò bene il campionato raggiungendo la cima della classifica prima di Natale, ma successivamente la squadra vinse solamente tre gare anche a causa della cessione di Sabella al Leeds Utd per problemi economici.
Il presidente John Hassall assunse nuovi dirigenti (tra cui Reg Brearley) capaci di portare nuovi fondi per il club. Furono inoltre acquistati giocatori esperti come Martin Peters, Stewart Houston e Bob Hatton. Tuttavia la squadra non riuscì a competere per la promozione e l'allenatore Haslam fu esonerato nel gennaio del 1981, con la squadra dodicesima.
Martin Peter fu assunto come nuovo allenatore, ma la squadra era in caduta libera. Aveva infatti vinto solo quattro delle ultime sedici gare, e alla fine retrocesse nella quarta serie, anche a causa di un rigore fallito da Don Givens all'ultimo minuto dell'ultima partita contro il Walsall, gara che avrebbe tra l'altro decretato quale delle due squadre sarebbe retrocessa.
Tra i giocatori più rappresentativi di questi anni vi sono Paul Stancliffe, Keith Edwards e Bob Hatton.

### Rinascita con Dave Bassett
Dave Bassett è uno dei più famosi allenatori dello Sheffield United nella storia del club: fu assunto il 21 gennaio del 1988 poco prima della retrocessione della squadra in terza serie. Grazie a lui la squadra centrerà nei due anni successivi due promozioni consecutive, fino ad arrivare alla prima serie. La promozione nella massima serie avvenne il 5 maggio del 1990 battendo in trasferta per 5-2 il Leicester City.
Un giocatore chiave della squadra era il centravanti Brian Deane, che in seguito giocherà con il Leeds United e con il Benfica (sarà convocato anche nella nazionale inglese dove conterà tre apparizioni) prima di tornare allo Sheffield nel 2005.
A partire dal 1990, lo Sheffield United rimase per quattro stagioni nella massima serie (includendo anche i primi due anni in Premier League). Brian Deane segnò il suo primo goal nella massima divisione contro il Manchester United, in un match conclusosi 2-1 per i blades. Nella seconda metà i blades si mostreranno capaci di totalizzare un numero di punti di poco inferiore a quello totalizzato nello stesso arco di tempo dall'Arsenal (che vincerà il campionato).
Nella stagione precedente, le Blades rimasero a secco di vittorie nelle prime dieci giornate, ma in seguito cominciarono a guadagnare fino a raggiungere il nono posto nella classifica finale. Se non avesse avuto l'handicap iniziale, la squadra avrebbe potuto anche lottare per il titolo, o per un posto in Coppa UEFA.
Al primo anno di partecipazione alla Premier League, lo Sheffield si piazzò quattordicesimo e raggiunse le semifinali della F.A. Cup.
Nell'estate del 1993 Brian Deane fu venduto al Leeds Utd, e la squadra non riuscì a trovare un sostituto adeguato. Conseguentemente la squadra, nella stagione 1993-94 incontrò sempre più difficoltà a segnare goal, e alla fine retrocesse nella seconda serie a causa di un goal subito allo scadere dell'ultima partita disputata contro il Chelsea (terminata con il risultato di 3 a 2).

### Il cammino verso la promozione (1994-2006)
Nella stagione 1994-1995 lo Sheffield United si piazzò 8° nella seconda serie inglese, non riuscendo a guadagnare un posto nei play-off. Nel novembre del 1995 Bassett si dimise dall'incarico di allenatore. Fu sostituito da Howard Kendall, che guidò la squadra per 18 mesi, fino alla fine della stagione 1996-1997, quando lo Sheffield United perse la possibilità di tornare in Premier League uscendo sconfitto dalla finale dei play-off contro il Crystal Palace (1-0).
Nei successivi due anni e mezzo lo Sheffield United ebbe tre allenatori (Nigel Spackman, Steve Bruce e Adrian Heath) e collezionò altrettanti fallimenti, malgrado il raggiungimento della semifinale di FA Cup nel 1998. Nel dicembre del 1999 il club puntò su Neil Warnock al fine di tornare ad essere una pretendente per la promozione. In quel periodo, con un debito di 20 milioni di sterline, il principale obbiettivo della dirigenza era contenere i costi, perciò le prime tre stagioni di Warnock si conclusero con piazzamenti a metà classifica della seconda serie inglese.
Nel 2002-2003 lo Sheffield United arrivò alla semifinali della FA Cup e della Coppa di Lega inglese, perdendole entrambe contro squadre della prima serie inglese, l'Arsenal e il Liverpool. Nella finale dei play-off fu sconfitto per 3-0 dal Wolverhampton al Millennium Stadium di Cardiff. Nelle stagioni 2003-2004 e 2004-2005 finì 8°, mancando per poco i play-off.
Il 2005-2006 fu la dodicesima stagione consecutiva dello Sheffield United in seconda serie (nessuna squadra della Football League Championship attuale può vantare un risultato simile). Dal 1934 lo Sheffield United non riusciva a rimanere per così tanti anni al secondo livello del sistema calcistico inglese. Dopo aver battuto il Cardiff per 1-0 il venerdì santo, allo Sheffield United bastava un punto nelle restanti tre partite per assicurarsi la promozione. Infatti in teoria soltanto il Leeds Utd avrebbe potuto agganciare la squadra di Sheffield in classifica, ma nella giornata successiva, il 15 aprile 2006, i Blades non riuscirono ad avere la meglio sulla capolista Reading (già promossa) ad Elland Road. Lo Sheffield United poté dunque festeggiare la promozione Premier League grazie al primo posto finale nel Football League Championship.

### La retrocessione immediata dalla Premier

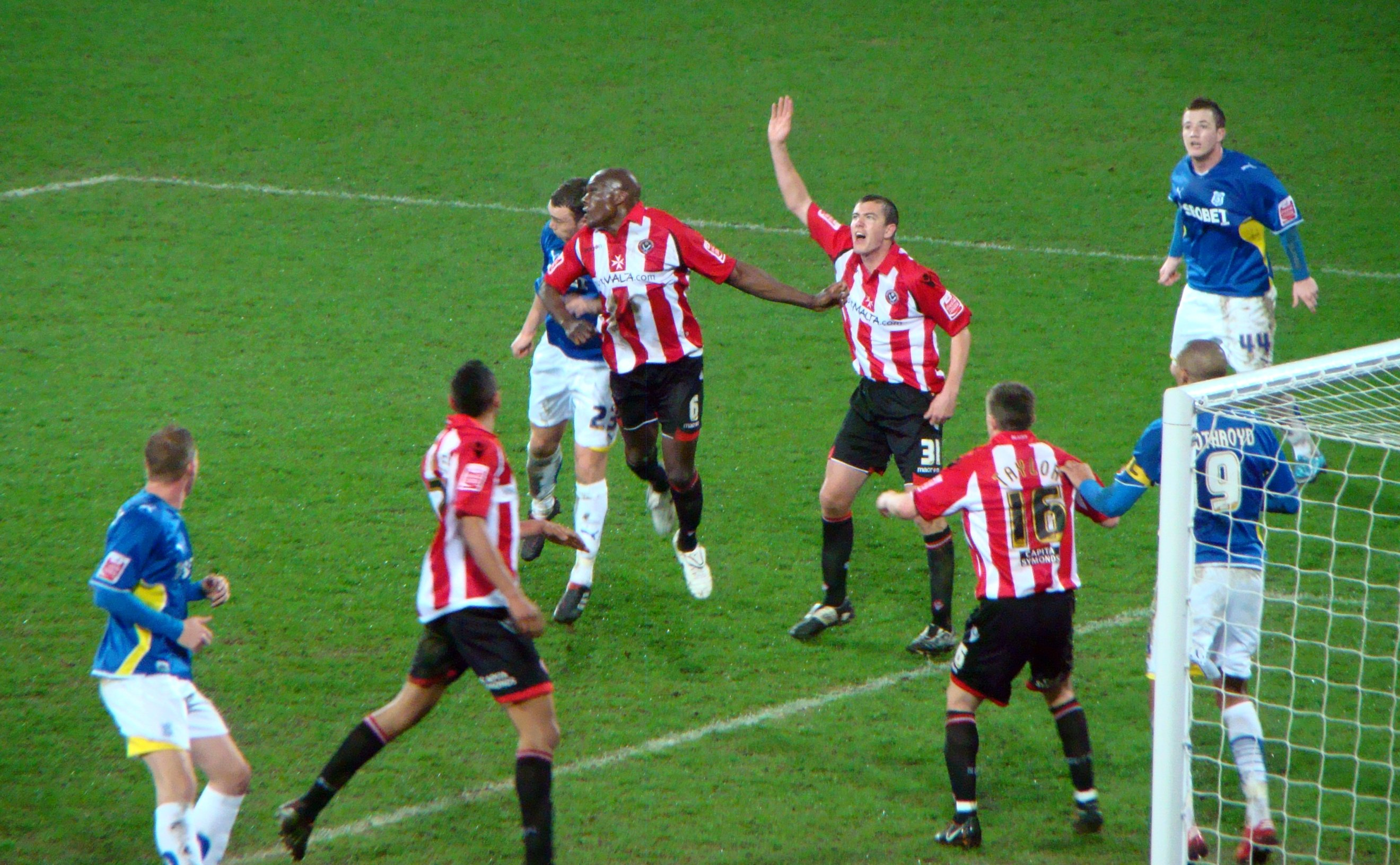
Lo Sheffield United impegnato contro il nel marzo 2010.

Il campionato di Premier League 2006-2007 dello Sheffield United fu caratterizzato dalla lotta per non retrocedere. Anche se nelle ultime giornate di campionato la squadra mostrò segni di ripresa, all'ultima giornata, in casa davanti al pubblico del Bramall Lane, perse la sfida-salvezza contro il Wigan dopo una partita combattuta, retrocedendo in Championship per la stagione 2007-2008.
Nella stagione 2008-2009 lo Sheffield United mancò la promozione in Premier League per poco, perdendo per 1-0 nella finale di Wembley contro il Burnley, mentre nel 2009-2010 arrivò un anonimo ottavo posto.

### La retrocessione in Football League One
Nella stagione 2010-2011 lo Sheffield iniziò bene il campionato, ma tentennò nella fase invernale fino a ritrovarsi nella lotta per non retrocedere in League One. Il calo proseguì e alla 45ª giornata di campionato, pareggiata 2-2 con il Barnsley, la squadra retrocesse ufficialmente, dopo 23 anni, nella terza serie.
Nella stagione 2011-2012 lo Sheffield concluse la stagione regolare al terzo posto, a soli 3 punti dai cugini e rivali dello Sheffield Weds, che ottennero così la promozione diretta in Championship insieme al Charlton, primo classificato. Le Blades dovettero così passare attraverso i play-off per guadagnarsi il salto di categoria. Nella semifinale affrontarono lo Stevenage. La partita di andata terminò 0-0, mentre al ritorno a Bramall Lane lo Sheffield si impose 1-0, accedendo dunque alla finalissima di Wembley contro l'Huddersfield Town. Al termine dei tempi regolamentari e dei supplementari si era ancora a reti inviolate. Ai tiri di rigore, dopo quattro tentativi per parte, il risultato era di 1-1. Da qui in poi però nessun calciatore sbagliò e si arrivò così all'undicesimo turno di battuta, nel quale si dovettero presentare dal dischetto i portieri delle due formazioni. Alex Smithies dell'Huddersfield realizzò il proprio rigore, mentre Steve Simonsen calciò la palla in curva, regalando così ai Terriers la promozione e condannando i biancorossi di Sheffield a un'altra stagione in terza serie.

### Il cammino nella Coppa di Lega 2014-2015
La Coppa di Lega 2014-2015 si aprì con una vittoria (che coincise con la prima vittoria stagionale), il 13 agosto 2014 contro il Mansfield Town, compagine di Football League Two, grazie alla rete del 2-1 di McNulty nei minuti finali. Il secondo turno, il 26 agosto, apparve già proibitivo sulla carta, in quanto lo Sheffield era ospite del West Ham Utd; il risultato dopo i 90 minuti era di 1-1 (Sakho ed autorete di Reid), così come al 120°. Ai rigori i giocatori di Clough non sbagliarono (Davies, Collins, McNulty, McEveley e Doyle), Enner Valencia invece sì, facendo proseguire il cammino dei biancorossi. L'est londinese portò fortuna ai Blades, che al turno successivo affrontarono il Leyton Orient a Brisbane Road, vincendo per 0-1 grazie ad un gol in apertura di Michael Higdon. Gli ottavi di finale si giocarono a Milton Keynes la sera del 28 ottobre, contro l'MK Dons: lo Sheffield rimontò l'1-0 di Afobe su rigore grazie a una doppietta di Higdon nel finale di gara (86' e 93'). Il 16 dicembre, ai quarti di finale, quella dello Sheffield United pareva un'altra gara dal finale scontato, visto che a Bramall Lane arrivava il Southampton. Gli ospiti dominarono nel possesso palla, ma furono i padroni di casa a calciare di più in porta, riuscendo così a trovare il gol con McNulty al 63'; 1-0 il risultato finale, che permise allo Sheffield di accedere alle semifinali, insieme alle "grandi" Tottenham, Chelsea e Liverpool (tutte militanti in Premier League). La gara di andata del 21 gennaio 2015, giocata a White Hart Lane contro il Tottenham, finì 1-0 per i padroni di casa solo grazie ad un rigore trasformato da Townsend al 74'. Una settimana dopo, nel ritorno a Sheffield (quasi il tutto esaurito, 30236 spettatori), i Blades diedero del filo da torcere alla squadra di Pochettino. In realtà sembrava una gara in discesa per il Tottenham dopo la rete al 28' di Eriksen, ma lo United non si diede per vinto e continuò ad attaccare. La svolta vi fu al 74', quando Che Adams (classe 1996) rilevò Campbell-Ryce. Al 77' fu proprio il giovane, 3 minuti dopo il proprio ingresso, a trovare da posizione decentrata uno spiraglio e concludere al meglio il cross di Ryan Flinn, riportando il risultato in parità. Trascorse poi solo un minuto: lo Sheffield recuperò la palla, Jamie Murphy scese sulla fascia destra e mise la palla al centro, dove trovò ancora Che Adams. Il suo tiro deviato spiazzò Vorm e fece sognare i tifosi di casa siglando il 2-1 per i biancorossi. La doccia fredda arrivò all'88', quando Eriksen segnò la propria doppietta personale fissando il risultato sul 2-2 e portando i suoi in finale.

### Tra seconda e terza serie, risalita in Premier e annate saliscendi (dal 2014)
Al termine della stagione 2014-2015 lo Sheffield sfiora di un soffio il ritorno in seconda divisione, classificandosi quinto nella stagione regolare e perdendo poi la semifinale dei play-off contro lo Swindon Town. Se la stagione successiva si conclude con un anonimo piazzamento di metà classifica (11º posto), la stagione 2016-17 vede il ritorno dello Sheffield United ai vertici della classifica. I Blades, allenati da Chris Wilder, malgrado un inizio stentato (quattro partite senza vittorie), vincono il loro primo titolo di Football League One toccando la quota record di 100 punti e approdano in seconda divisione dopo un'assenza di sei anni, diventando contestualmente la quarta squadra capace di vincere tutte e quattro serie del calcio professionistico inglese. Nella stagione 2017-2018 il neopromosso Sheffield United ottiene un buon decimo posto in seconda serie, mentre nell'annata seguente il club fa ancora meglio, piazzandosi secondo e tornando così in Premier League dopo dodici anni. 
La stagione del ritorno in Premier League è molto positiva per le Blades: la squadra si stabilizza sin dall'inizio a centro classifica, senza mai apparire a rischio retrocessione e sfiorando le posizioni valide per la qualificazione all'Europa League, per poi chiudere al nono posto. Decisamente più complicata è, invece, la stagione 2020-2021, nella quale lo Sheffield United è relegato fin dall'inizio nelle ultime posizioni, cogliendo la prima vittoria in campionato solo alla diciottesima giornata. La squadra retrocede il 17 aprile 2021, a seguito della sconfitta per 1-0 sul campo del Wolverhampton, con sei turni d'anticipo rispetto alla fine del torneo. La massima serie viene riguadagnata al termine della stagione 2022-2023, ma la perde l'anno successivo dopo aver segnato alcuni record negativi, tra cui il numero di reti subite in un singolo campionato (104).

## Palmarès

### Competizioni nazionali
- Campionato inglese: 1

1897-1898
- Coppa d'Inghilterra: 4

1898-1899, 1901-1902, 1914-1915, 1924-1925
- Campionato inglese di seconda divisione: 1

1952-1953
- Football League One: 1

2016-2017
- Campionato inglese di quarta divisione: 1

1981-1982

### Competizioni regionali
- Sheffield and Hallamshire Senior Cup: 10

1891-1892, 1892-1893, 1896-1897, 1897-18989, 1898-1899, 1900-1901, 1904-1905, 1907-1908, 1908-1909, 1910-1911

## Statistiche

### Partecipazioni ai campionati
Alla stagione 2025-2026 il club ha partecipato ai seguenti campionati nazionali:
| Livello | Categoria       | Partecipazioni | Debutto   | Ultima stagione | Totale |
| ------- | --------------- | -------------- | --------- | --------------- | ------ |
| 1º      | First Division  | 57             | 1893-1894 | 1991-1992       | 63     |
| 1º      | Premier League  | 6              | 1992-1993 | 2023-2024       | 63     |
| 2º      | Second Division | 26             | 1892-1893 | 1989-1990       | 48     |
| 2º      | First Division  | 10             | 1994-1995 | 2003-2004       | 48     |
| 2º      | Championship    | 12             | 2004-2005 | 2025-2026       | 48     |
| 3º      | Third Division  | 5              | 1979-1980 | 1988-1989       | 11     |
| 3º      | League One      | 6              | 2011-2012 | 2016-2017       | 11     |
| 4º      | Fourth Division | 1              | 1981-1982 | 1981-1982       | 1      |

## Organico

### Rosa 2024-2025
Aggiornata al 24 gennaio 2025.
| N. |                        | Ruolo | Calciatore        |
| -- | ---------------------- | ----- | ----------------- |
| 1  | Inghilterra (bandiera) | P     | Michael Cooper    |
| 2  | Inghilterra (bandiera) | D     | Alfie Gilchrist   |
| 3  | Inghilterra (bandiera) | D     | Sam McCallum      |
| 4  | Inghilterra (bandiera) | C     | Oliver Arblaster  |
| 6  | Australia (bandiera)   | D     | Harry Souttar     |
| 7  | Inghilterra (bandiera) | A     | Rhian Brewster    |
| 8  | Paesi Bassi (bandiera) | C     | Gustavo Hamer     |
| 9  | Galles (bandiera)      | A     | Kieffer Moore     |
| 10 | Inghilterra (bandiera) | C     | Callum O'Hare     |
| 11 | Inghilterra (bandiera) | C     | Jesurun Rak-Sakyi |
| 14 | Inghilterra (bandiera) | D     | Harrison Burrows  |
| 16 | Inghilterra (bandiera) | D     | Jamie Shackleton  |
| 17 | Galles (bandiera)      | P     | Adam Davies       |
| 19 | Inghilterra (bandiera) | D     | Jack Robinson     |

| N. |                        | Ruolo | Calciatore             |
| -- | ---------------------- | ----- | ---------------------- |
| 20 | Cile (bandiera)        | A     | Ben Brereton           |
| 21 | Brasile (bandiera)     | C     | Viní Souza             |
| 22 | Inghilterra (bandiera) | C     | Tom Davies             |
| 23 | Inghilterra (bandiera) | A     | Tyrese Campbell        |
| 28 | Irlanda (bandiera)     | A     | Tom Cannon             |
| 29 | Mali (bandiera)        | A     | Ismaila Coulibaly      |
| 33 | Galles (bandiera)      | D     | Rhys Norrington-Davies |
| 34 | Inghilterra (bandiera) | A     | Louie Marsh            |
| 35 | Inghilterra (bandiera) | C     | Andre Brooks           |
| 38 | Inghilterra (bandiera) | D     | Femi Seriki            |
| 42 | Inghilterra (bandiera) | C     | Sydie Peck             |
| 45 | Inghilterra (bandiera) | D     | Sai Sachdev            |
|    | Bangladesh (bandiera)  | C     | Hamza Choudhury        |